# Comendador
Comendador är en kommun och ort i västra Dominikanska republiken, vid gränsen mot Haiti, och är den administrativa huvudorten för provinsen Elías Piña. Kommunen har cirka 26 000 invånare, varav 12 400 invånare bodde i själva centralorten vid folkräkningen 2010. Staden hette Elías Piña mellan 29 november 1930 och 29 maj 1972.